# Atlantic Echo
Atlantic Echo foi um jornal das Forças Britânicas nos Açores, entre Novembro de 1943 e Fevereiro de 1946.
Surgiu na sequência do Acordo Luso-Britânico de Agosto de 1943 que permitiu a instalação na Base Aérea das Lajes, então Base Aérea nº 5 da Força Aérea Portuguesa situada nas Lajes, Ilha Terceira, Açores (Lagens, de acordo com a grafia da época), de um grupo de esquadrilhas (No. 247 Group) do Coastal Command da Royal Air Force sob o comando do vice marechal do ar Geoffrey R. Bromet.
Era publicado às Quintas-feiras e tinha periodicidade semanal. Inicialmente editado em versão mimeografada, passou, a 10 de Fevereiro de 1944, a ser composto e impresso nas instalações da tipografia do jornal A União em Angra do Heroísmo, em quatro páginas, por membros das forças britânicas.

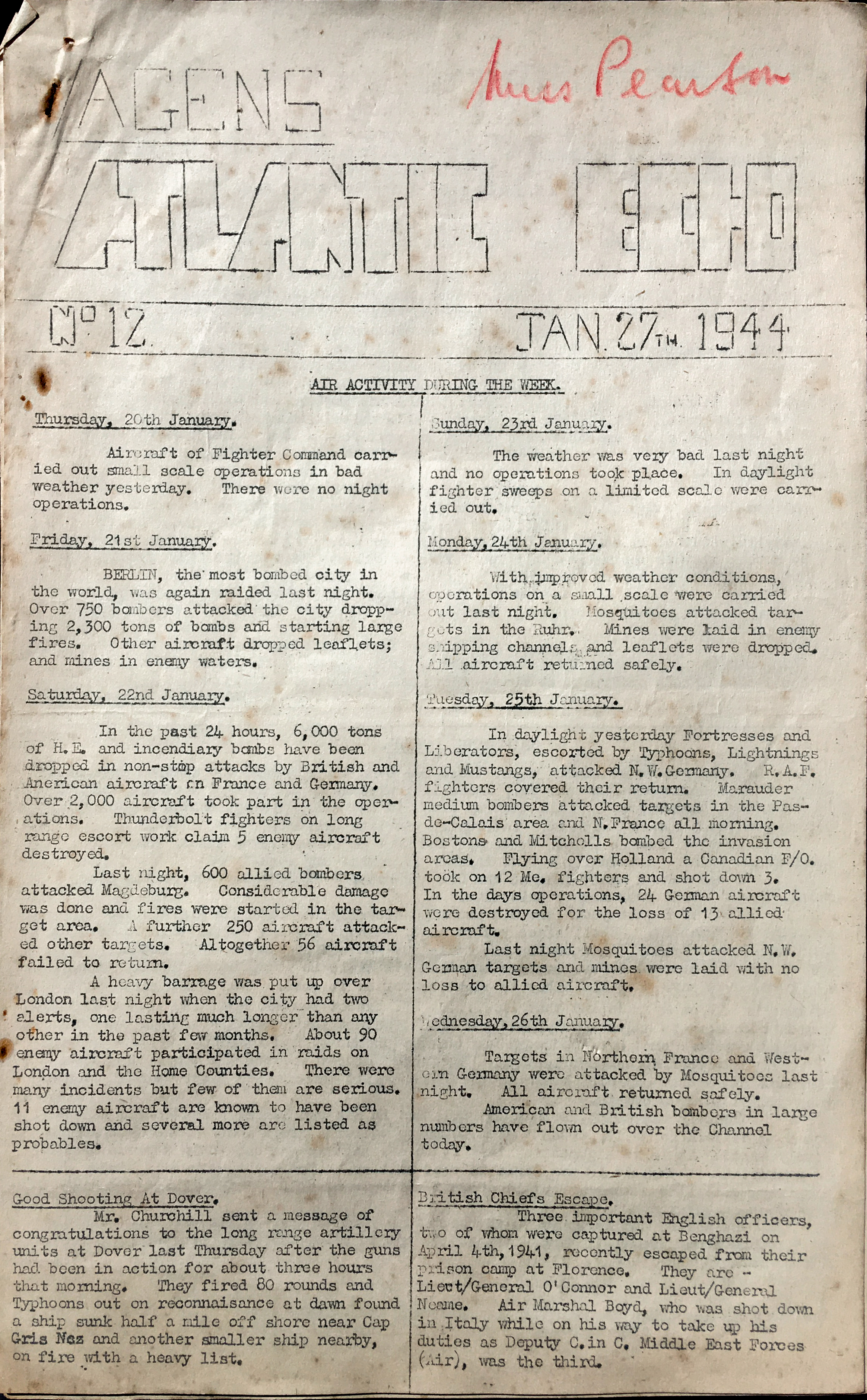
Nº 12 do periódico Atlantic Echo, edição ainda mimeografada.

Destinava-se a ser o elo de ligação entre os membros da comunidade britânica deslocados nos Açores e a terra-mãe, publicando, também, notícias sobre a frente de combate e a evolução da guerra. No contexto do esforço de ligações amistosas com as autoridades portuguesas e a população da Ilha Terceira, sempre procurado por Bromet, é frequente encontrar-se, nas suas páginas, notícias sobre festividades locais, acontecimentos relevantes ou, até, simples apontamentos de etnografia e costumes.